# Ga Kiều Hòa
Ga Kiều Hòa là một nhà ga trên Tuyến vòng thuộc Hệ thống đường sắt đô thị Đài Bắc. Nhà ga được mở cửa vòa ngày 31 tháng 1 năm 2020. Nó nằm ở Trung Hòa, Tân Bắc, Đài Loan.

## Bố trí ga
|          |                                | |
| 5F       | Ke ga, cửa sẽ mở phía bên trái | Ke ga, cửa sẽ mở phía bên trái                                                                                        |
| 5F       | Ke ga 2                        | ← Tuyến vòng hướng đi Đại Bình Lâm (Y12 Trung Hòa) →                                                                  |
| 3F       | Phòng chờ                      | Hành lang, quầy thông tin, máy bán vé tự động, cổng soát vé 1 chiều, cửa nhà, nhà vệ sinh (bên ngoài khu vực trả phí) |
| 3F       | Ke ga, cửa sẽ mở phía bên phải | |
| 3F       | Platform 1                     | ← Tuyến vòng hướng đi Khu công nghiệp Tân Bắc (Y13 Trung Nguyên)                                                      |
| 2F       | Khu kết nối                    | Lối đi bộ |
| Đường đi |                                | |
| Mặt đất  | Lối ra/vào                     | |

## Xung quanh nhà ga
- MSI Technology
- Cửa hàng Costco Trung Hòa
- Beauty Palace Boutique Hotel